# 슈퍼 마리오 3D 월드
《슈퍼 마리오 3D 월드》는 닌텐도가 제작한 2013년 플랫폼 게임이다. 《슈퍼 마리오》 시리즈 6번째 3D 플랫폼 게임으로, 2011년 닌텐도 3DS로 출시됐던 《슈퍼 마리오 3D 랜드》의 후속작이다. Wii U 콘솔로 2013년 11월에 출시됐다.
주인공 마리오와 친구들이 쿠파가 납치해간 공주들을 구하기 위해 먼 왕국을 모험하는 내용으로, 고유한 능력을 지닌 플레이어 캐릭터를 각 스테이지마다 선택하는 기능과 벽을 기어오를 수 있게 하는 고양이마리오 파워 업 등 다양한 신기능을 소개했다.
발매 당시 언론으로부터 호평을 받아 전세계 500만 장의 판매량을 기록해 Wii U를 통틀어 두번째로 가장 많이 팔린 작품이 됐다. 2014년 11월에 이 게임에 수록된 미니게임을 확장한 외전 《전진! 키노피오대장》이 발매됐다. 2019년 《슈퍼 마리오 메이커 2》의 게임 테마로 등장하였으며, 2021년 2월 12일에 닌텐도 스위치로 게임플레이를 개량하고 새로운 모드 '퓨리 월드'가 수록된 이식판 《슈퍼 마리오 3D 월드 + 퓨리 월드》가 발매됐다.

## 줄거리
3D월드 스토리:평화로운 어느날, 피치, 마리오, 루이지, 파랑키노피오가 길을 가다 투명한 토관을 발견한다. 배관공 형제 마리오와 루이지가 토관을 고치자, 그 안에서 요정이 튀어나와 자신이 살고 있는 곳에 쿠파가 나타나 요정을 모두 납치했다는 말을 한다. 말이 끝나기 무섭게, 쿠파가 등장하여 요정을 납치한다. 피치가 토관 안을 보려고 몸을 기울이는데, 실수로 토관 안으로 들어가고 말았다. 이를 보고 마리오 일행 모두가 피치의 뒤를 따라 토관으로 들어간다.
퓨리월드 스토리:마리오가 길을 가다 검은 물감을 발견하고 그 검은 물감을 계속 따라가다 거대한 물감 덩어리에 빠져 퓨리월드로 오게 된다.

## 참고
1. ↑  영어: Super Mario 3D World, 일본어: スーパーマリオ3Dワールド